# Handebol nos Jogos Olímpicos de Verão da Juventude de 2010
As competições de handebol nos Jogos Olímpicos de Verão da Juventude de 2010 foram disputadas entre 20 e 25 de agosto no Centro Internacional de Convenções, em Singapura.

## Eventos
Foram realizados dois torneios, um masculino e um feminino. Uma equipe de cada continente foi determinada através de qualificatórias continentais, totalizando 12 (seis equipes no masculino e seis no feminino).
O sorteio que determinou a composição dos grupos foi realizado em 4 de junho de 2010:
| Grupo A                  | Grupo B                             |
| ------------------------ | ----------------------------------- |
| Rússia · Angola · Brasil | Dinamarca · Cazaquistão · Austrália |

| Grupo A                             | Grupo B                    |
| ----------------------------------- | -------------------------- |
| França · Coreia do Sul · Ilhas Cook | Egito · Brasil · Singapura |

## Calendário
| Agosto   | 14 | 15 | 16 | 17 | 18 | 19 | 20 | 21 | 22 | 23 | 24 | 25 | 26 |
| -------- | -- | -- | -- | -- | -- | -- | -- | -- | -- | -- | -- | -- | -- |
| Handebol |    |    |    |    |    |    |    |    |    |    |    | 2  |    |

|  | Dia de competição |  | Dia de final |

## Medalhistas
| Evento             | Ouro | Prata | Bronze |
| ------------------ | --- | --- | --- |
| Feminino detalhes  | Anne Sofie Ernstroem Camilla Madsen Camilla Fangel Julie Parkhoei Signe Pedersen Nicoline Skals Mathilde Bjerregaard Pernille Clausen Mathilde Juncker Sara Smidemann Amanda Engelhardt Brogaard Rikke Ebbesen Rikke Iversen Cecilie Woller DEN Dinamarca | Daria Vakhterova Irina Zagaynova Tamara Chopikyan Nadezda Koroleva Oxana Korobkova Nadezda Pastukh Anna Shukalova Ksenia Milova Veronika Garanina Natalia Anisimova Oxana Kondrashina Nataliya Danshina Victoria Divak Ekaterina Chernobrovina RUS Rússia | Laís da Silva Thayanne Lopes Francielle da Rocha Keila Alves Juliana de Araújo Fernanda Marques Patrícia da Silva Larissa Araújo Isadora Garcia Deborah Hannah Nunes Ana Eduarda Vieira Caroline Martins Mirian Galvão Daise Souza BRA Brasil     |
| Masculino detalhes | Alley Mohsen Mostafa Khalil Karim Abdelrhim Ahmed Ibrahim Aly Agamy Mostafa Bechir Kareem Elmenshawy Mostafa Awadalla Mohamed Maher Abdelrahman Shatta Abdelrahman Aly Ahmed Elwan Omar Elmaarry Mohamed Aly EGY Egito                                    | Kim Ming-Yu Lee Jeong-Hwa Lim Seung-Hoon Choi Hyeon-Keun Yoo Sung-Kyoung Ha Min-Ho Lee Han-Sol Yoo Hyun-Ki Lee Hyeon-Sik Choi Hi-Min Park Hyung-Geon Oh Sang-Hwan Hwang Do-Yeop Jang In-Sung KOR Coreia do Sul                                            | Mathieu Merceron Theophile Causse Adrien Ballet-Kebengue Jordan Bonilauri Julian Emonet O'Brian Nyateu Hugo Descat Bryan Jabea Njo Laurent Lagier Pitre Theo Derot Benjamin Bataille Timothey N'guessan Antoine Gutfreund Kevin Rondel FRA França |

## Quadro de medalhas
| Ordem | País              | Medalha de ouro | Medalha de prata | Medalha de bronze |   |
| ----- | ----------------- | --------------- | ---------------- | ----------------- | - |
| 1     | DEN Dinamarca     | 1               |                  |                   | 1 |
|       | EGY Egito         | 1               |                  |                   | 1 |
| 3     | KOR Coreia do Sul |                 | 1                |                   | 1 |
|       | RUS Rússia        |                 | 1                |                   | 1 |
| 5     | BRA Brasil        |                 |                  | 1                 | 1 |
|       | FRA França        |                 |                  | 1                 | 1 |
| TOTAL | TOTAL             | 2               | 2                | 2                 | 6 |